# Sergio Grieco
Sergio Grieco (* 13. Januar 1917 in Codevigo, Provinz Padua; † 30. März 1982 in Rom) war ein italienischer Filmregisseur und Drehbuchautor.

## Leben
Grieco war Schüler in Paris, wohin er mit seiner Familie gegangen war. Dort war er schon in jungen Jahren Assistent von Germaine Dulac, später, inzwischen in Russland lebend, von Nikolai Ekk. 1939 kehrte er in sein Geburtsland zurück uns arbeitete als Schnitt- und Regieassistent bei zahlreichen Filmen. 1943 war er am Drehbuch zu Luchino Viscontis Besessenheit beteiligt.
Nach einigen Kurzfilmen debütierte er 1951 als Spielfilmregisseur mit Il sentiero dell'odio. Es folgten viele Filme zahlreicher Genres, von der Komödie über Historienfilme bis zu Pepla, die immer von handwerklichem Geschick zeugten und beim Publikum gut ankamen, jedoch nie die künstlerischen Erwartungen erfüllen konnten, die nach seinen Anfängen erwartbar gewesen waren. Ab 1965 entstanden einige Agentenfilme, unter anderem mit dem Titelhelden Jack Clifton, wofür er das Pseudonym Terence Hathaway benutzte.

## Filmografie

### Als Regieassistent
- 1939: Lotterie der Liebe (La mia canzone al vento) – Regie: Guido Brignone
- 1947: Tragische Jagd (Caccia tragica) – Regie: Giuseppe De Santis
- 1949: Die Mauern von Malapaga (Le mura di Malapaga) – Regie: René Clément

### Als Regisseur
- 1951: Il sentiero dell'odio
- 1952: Primo premio Mariarosa
- 1952: Insel der Sünde (La peccatrice dell'isola)
- 1956: Der geheimnisvolle Ritter von Montferrat (Lo spadaccino misterioso)
- 1956: Die schwarzen Ritter von Borgoforte (Giovanni dalle bande nere)
- 1957: Der schwarze Teufel (Il diavolo nero)
- 1958: Der Korsar von Monte Forte (Il pirata dello sparviero nero)
- 1958: Pia de’ Tolomei
- 1959: Tschau, tschau, Bambina (Ciao, ciao, bambina)
- 1959: Die Liebesnächte der Lucrezia Borgia (Le notti di Lucrezia Borgia)
- 1960: Aufstand der Legionen (Salambò)
- 1960: Königin der Barbaren (La regina dei tartari)
- 1961: Antea – Sklavin Roms (La schiava di Roma)
- 1962: Giulio Cesare contro i pirati
- 1962: Der eiserne Capitano (Il capitano di ferro)
- 1963: Il figlio del circo
- 1964: La chica del trébol
- 1964: Una spada per l'impero
- 1965: Jack Clifton – Mission Bloody Mary (Agente 077 missione Bloody Mary)
- 1965: Vollmacht für Jack Clifton (Agente 077 dall'oriente con furore)
- 1966: Im Netz der goldenen Spinne (Missione speciale Lady Chaplin)
- 1966: Heißer Tatort Tripolis (Password: Uccidete agente Gordon)
- 1967: Rififi in Amsterdam (Rififí ad Amsterdam)
- 1967: Komm Gorilla, schlag zu (Tiffany Memorandum)
- 1967: Argoman – Der phantastische Supermann (Come rubare la corona d'Inghilterra)
- 1969: Der Boß stirbt noch vor 12 (Rapporto Fuller, base Stoccolma)
- 1971: Marschbefehl zur Hölle (Il sergente Klems)
- 1972: Fünf Klumpen Gold (Tutti fratelli nel West… per parte di padre)
- 1974: Die sündigen Nonnen von St. Valentin (Le scomunicate di San Valentino)
- 1975: L'uomo che sfidò l'organizzazione
- 1975: I violenti di Roma bene
- 1976: La nipote del prete
- 1977: Il signor Ministro li pretese tutti e subito
- 1977: Der Tollwütige (La belva col mitra)

### Als Drehbuchautor
- 1978: Ein Haufen verwegener Hunde (Quel maledetto treno blindato)